# Kivijärvi (sjö i Finland, Kajanaland, lat 64,20, long 30,27)
Kivijärvi är en sjö i Finland. Den ligger i kommunen Kuhmo i landskapet Kajanaland, i den östra delen av landet, 500 km nordost om huvudstaden Helsingfors. Kivijärvi ligger 240,9 meter över havet. Den är 10,04 meter djup. Arean är 77,3 hektar och strandlinjen är 5,7 kilometer lång. Sjön  ingår i Uleälvens huvudavrinningsområde.   I omgivningarna runt Kivijärvi växer i huvudsak barrskog.